# وست‌وارد ایرویز (بریتانیا)
وست‌وارد ایرویز (به انگلیسی: Westward Airways) یک شرکت هواپیمایی است. دفتر مرکزی وست‌وارد ایرویز در کورنوال، بریتانیا واقع شده‌است و قطب این شرکت هواپیمایی در فرودگاه لاندس اند قرار دارد.